# Co dál, doktore?
Co dál, doktore?, alternativně také A co dál, doktore? (anglicky What's Up, Doc?) je americká romantická situační komedie z roku 1972 režiséra Petera Bogdanoviche. Hlavní role zde vytvořili Barbra Streisandová a Ryan O'Neal.

## Příběh
Dr. Bannister (Ryan O'Neal), plachý profesor muzikologie, cestuje se svou snoubenkou (Madeline Kahn) na muzikologickou konferenci do San Franciska, kde by rád od bohatého mecenáše získal příspěvek na svou vědeckou práci. Snoubenci bydlí v hotelu oddělených pokojích, což způsobí řadu nedorozumění - stejně jako několik naprosto stejných kufrů, patřících ovšem různým majitelům. V jednom z kufrů se nacházejí totiž ukradené klenoty. Díky tomu se zde náhodně seznámí s velmi tempramentní a exentrickou dívkou, která se jmenuje Judy (Barbra Streisandová), do které se nakonec zamiluje a svoji snoubenku kvůli ní nakonec i opustí.